# Sandra Prechtel

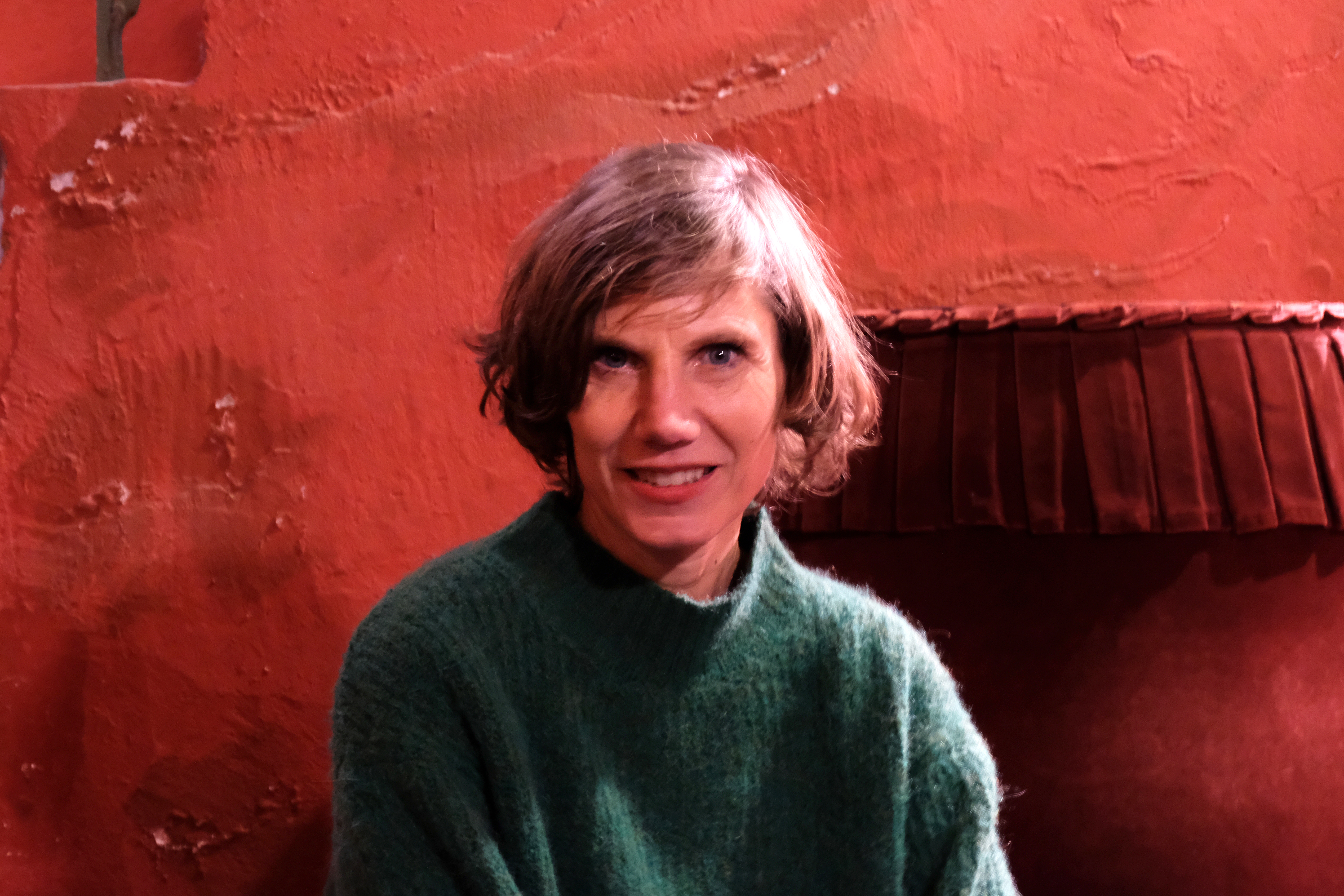
Sandra Prechtel (2023)

Sandra Prechtel (* 25. Januar 1969 in München) ist eine deutsche Regisseurin und Drehbuchautorin.

## Leben und Werk
Prechtel studierte von 1988 bis 1990 an der Münchner Ludwig-Maximilian-Universität Literatur-, Film- und Politikwissenschaft. Sie schloss ihr Studium 1997 an der Freien Universität Berlin mit dem Magister ab. Anschließend reiste sie nach Moskau und absolvierte nach ihrer Rückkehr diverse journalistische Praktika. Seither ist sie als freie Autorin tätig, u. a. für die Süddeutsche Zeitung, Der Freitag und Die Zeit. Sie hat ein Buch geschrieben und verfasst Beiträge fürs Fernsehen und den Hörfunk.
Ihre Laufbahn als Filmemacherin begann Prechtel mit Regieassistenzen, u. a. 1998 bei Fred Kelemans Film Frost. Ihren Regie-Erstling, den Dokumentarfilm ND Neues Deutschland aus dem Jahr 2004 verantwortete sie zusammen mit François Rossier. Auch ihr zweiter Film als Regisseurin, Sportsfreund Lötzsch, beschäftigte sich mit ostdeutscher Geschichte, Co-Regie führte dabei Sascha Hilpert. Den halbstündigen Dokumentarfilm Die Ballkönigin drehte sie 2010 für die 3sat-Reihe Mädchengeschichten, hier arbeitete sie bei Drehbuch und Regie mit Anna Stylińska zusammen. 2013 wurde Prechtels Künstlerporträt Roland Klick – The Heart is a Hungry Hunter im Rahmen der Berlinale uraufgeführt. Liebe Angst aus dem Jahr 2023 wurde beim Preis der deutschen Filmkritik für das beste Drehbuch nominiert. 2023 widmete das Münchner Werkstattkino Prechtel eine erste Werkschau.

## Filmografie
- 2004: ND – Neues Deutschland (Doku; Drehbuch und Regie zusammen mit François Rossier)
- 2008: Sportsfreund Lötzsch  (Doku; Drehbuch und Regie zusammen mit Sascha Hilpert)
- 2010: Mädchengeschichten – Die Ballkönigin (TV-Kurz-Doku; Drehbuch und Regie zusammen mit Anna Stylińska)
- 2013: Roland Klick – The Heart is a Hungry Hunter (Doku)
- 2018: Jazz oder die Lehre vom Fliegen (Doku)
- 2022: Liebe Angst (Doku)

## Veröffentlichungen
- Der Wassermann. Langen Müller, 2015, ISBN 978-3-7766-2766-4.